# Gliese 141
Gliese 141 is een oranje dwerg met een spectraalklasse van K4V. De ster bevindt zich 49,98 lichtjaar van de zon.